# NGC 758
NGC 758 je galaksija u zviježđu Kit.

## Vanjske poveznice
- SEDS: NGC 758